# گرگ راترفورد
گرگوری جیمز راترفورد (انگلیسی: Greg Rutherford؛ زادهٔ ۱۷ نوامبر ۱۹۸۶) یک دونده اهل بریتانیا است که در رشتهٔ پرش طول فعالیت می‌کند. راترفورد در مسابقات المپیک ۲۰۱۲ به مدال طلا و در المپیک ۲۰۱۶ به مدال برنز پرش طول دست یافت. او هم‌چنین در مسابقات جهانی دو و میدانی ۲۰۱۵ مدال طلا را کسب کرد.